# Space Mutiny
Space Mutiny (también conocida como Mutiny in Space) es una película de acción de la ópera espacial sudafricana de 1988 sobre un motín a bordo de la nave generacional conocida como Southern Sun. Desde entonces, la película ha desarrollado un seguimiento de culto después de aparecer en un episodio popular del programa de televisión Mystery Science Theater 3000.

## Sinopsis
El Southern Sun es una nave generacional, o una nave espacial que contiene una gran cantidad de personas, cuya misión es colonizar un nuevo mundo. Su viaje desde su mundo natal original (que se supone fue la Tierra) ha durado trece generaciones, por lo que muchos de sus habitantes han nacido y morirán sin ni siquiera poner un pie en tierra firme. Esto no agrada al antagonista, Elijah Kalgan (John Phillip Law), que conspira con los piratas que infestan el cercano sistema Corona Borealis y el ingeniero jefe de la nave MacPhearson ( James Ryan). Kalgan trama un complot para interrumpir los sistemas de navegación del Southern Sun y utilizar a los Enforcers, la fuerza policial del barco, para secuestrar la nave y dirigirla hacia este sistema. En este punto, los habitantes del Southern Sun no tendrán más remedio que aceptar su "generosidad".

## Elenco
- Reb Brown como Dave Ryder
- John Phillip Law como el comandante de vuelo Elijah Kalgan
- Cameron Mitchell como el comandante Alex Jansen
- Cisse Cameron como la Dra. Lea Jansen
- James Ryan como ingeniero jefe MacPhearson
- Graham Clark como el Capitán Scott Devers
- Billy Second como el teniente Lemont
- Gary D. Sweeney como guardabosques

## Producción
Space Mutiny está protagonizada por Reb Brown, Cisse Cameron, Cameron Mitchell y John Phillip Law. Los efectos de la nave espacial fueron extraídos por completo de la serie de televisión Battlestar Galactica original.
El director ha declarado en su sitio web que lo llamaron fuera del set debido a la muerte de un familiar antes de que comenzara la filmación, y delegó las funciones de dirección en el subdirector. Por contrato, aparentemente no pudo obtener un crédito de Alan Smithee.
Los defectos notables de la película proporcionaron material sustancial para su posterior parodia en Mystery Science Theater 3000, y Eccentric Cinema la describió como "posiblemente la peor película de ciencia ficción / aventuras espaciales hecha en inglés".

## Recepción
El crítico Variety reseñó el lanzamiento del videocasete AIP Home Video el 28 de enero de 1989. Declaró que era "una buena saga espacial" y señaló que "las lindas tomas de modelos proporcionan una pátina de la sección de ópera espacial, aunque los efectos especiales son decididamente malos".

## Mystery Science Theatre 3000
Casi una década después de su estreno, la película fue satirizada en un episodio de noviembre de 1997 de la serie de comedia televisiva Mystery Science Theater 3000 (MST3K). Las fallas de edición, el diálogo forzado y la mala producción se prestaron bien a MST3K, y ha demostrado ser uno de los episodios más populares, lanzado como parte de la Colección de DVD MST3K, Vol. 4 de Rhino Records. También fue elegido por los fanáticos para aparecer en los maratones del día de Turquía MST3K 2016 y 2019.
Se cortaron unos diez minutos de metraje para su uso en MST3K. Gran parte del metraje editado presentaba escenas de batallas espaciales tomadas de la serie de televisión original de Battlestar Galactica. La versión que aparece en el episodio fue, en esencia, consistente con la versión completa; las discontinuidades aparentes en el episodio estaban todas presentes en la película de 1988. El escritor de la serie Paul Chaplin reconoció esta omisión, pero no proporcionó una explicación.